# Ocean Pointe
Ocean Pointe  (縉皇居) est un gratte-ciel résidentiel de la ville nouvelle de Sham Tseng, à Hong Kong. Construit de 1998 à  2001, il mesure 184 mètres de haut et compte 54 niveaux.
L'immeuble a été conçu par l'agence de Hong Kong, DLN Architects.